# Калачевський район
Калачевський муніципальний район — муніципальне утворення у Волгоградській області.
Адміністративний центр — місто Калач-на-Дону.

## Географія

### Корисні копалини
На території району розвідано декілька родовищ твердих корисних копалин.

### Клімат
Різко континентальний.

### Гідрографія
Район розташовується по обидва боки Цимлянського водосховища, уздовж якого — прекрасні місця для відпочинку, полювання, рибної ловлі.